# 岡田浩之
岡田 浩之（おかだ ひろゆき、1960年7月11日 - ）は、日本の認知科学者。玉川大学教授。専門は認知発達ロボティクス。東京農工大学大学院生物システム応用科学研究科生体機構情報システム学専攻博士課程修了。博士（工学）（東京農工大学）（2000年）。東京都出身。
東京情報デザイン専門職大学教授
RoboCup Federation Trustee、ロボカップ日本委員会会長、日本認知科学会フェロー、日本ロボット学会フェロー。
赤ちゃんの発達とロボット研究を融合させた研究を行っている。彼が率いる「eR@sers（イレイサーズ）」はロボカップ2008世界大会（中国）、2009世界大会（シンガポール）の＠ホームリーグで世界一となった。

## 略歴
- 1986年4月：（株）富士通研究所入社
- 1994年8月：中京大学人工知能高等研究所
- 2000年3月：東京農工大学大学院生物システム応用科学研究科生体機構情報システム学専攻博士課程修了
- 2000年4月：（株）富士通研究所知能システム研究部主任研究員
- 2002年4月：東海大学理学部情報数理学科助教授
- 2006年4月：玉川大学脳科学研究所教授
- 2006年4月：玉川大学工学部知能情報システム学科教授
- 2008年4月：玉川大学工学部機械情報システム学科教授
- 2017年4月：玉川大学工学部情報通信工学科教授
- 2017年4月：玉川大学学術研究所先端知能・ロボット研究センター主任教授
- 2022年4月：玉川大学脳科学研究所先端知能・ロボット研究センター主任教授
- 2024年4月：東京情報デザイン専門職大学情報デザイン学部教授

## World Robot Summit
2020年に経済産業省およびNEDOが主催するロボットの国際競技大会World Robot Summitの実行委員、サービス分野競技委員長を務める。

## eR@sers
岡田の率いる認知発達ロボティクス研究室は電気通信大学教授長井隆行や岡山県立大学の岩橋直人、NICTの杉浦孔明らと共同でロボカップ”ホームリーグへ参加するためのチーム「eR@sers」を結成した。同チームのロボットeR@ser（イレイサー）は自律移動ロボットの家庭での応用を競うロボカップ@ホームリーグにおいて、2008年度のロボカップジャパンオープンおよび2008世界大会（蘇州、中国）において優勝した。2010年度世界大会（シンガポール）で二度目の優勝。

## 社会的活動
- 特定非営利活動法人ロボカップ日本委員会 - 会長
- World Robot Summit実行委員、サービスカテゴリ競技委員長
- 日本ロボット学会フェロー（2019年）・評議員
- 日本赤ちゃん学会常任理事・事務局長
- 日本認知科学会常任運営委員
- 人工知能学会評議員

## 受賞歴
- 2021年　　RoboCup2021（オンラインリモート）@Home Education 優勝
- 2020年　　ロボカップジャパンオープン2020＠ホームエデュケーション優勝
- 2018年　　RoboCup2018(モントリオール）＠Home DSPL 第三位
- 2017年　　RoboCup2017(名古屋)@Home DSPL 準優勝。オープンソフトウェアアワード
- 2016年　　RoboCup2016(Leipzig)@Home League イノベーションアワード
- 2016年　　第2回RTミドルウェア普及貢献賞「（教育・研究分野）研究業務活用」
- 2012年　　RoboCup2012(Mexico City)@Home League 準優勝
- 2011年　　ロボカップ研究賞「Learning Novel Objects Using Out-of-Vocabulary Word Segmentation and Object Extraction for Home Assistant Robots」
- 2010年　　RoboCup2010(Singapore)@Home League 優勝
- 2010年　　ロボカップジャパンオープン2010大阪にてロボット学会賞
- 2010年　　ロボカップジャパンオープン2010大阪　＠ホームリーグ優勝
- 2009年　　RoboCup2009(Graz Austria)@Home League 準優勝
- 2009年　　ロボカップジャパンオープン2009大阪にて人工知能学会賞
- 2009年　　ロボカップジャパンオープン2009大阪　＠ホームリーグ優勝
- 2008年　　RoboCup2008(Suzhou China)@Home League 優勝
- 2008年  　ロボカップジャパンオープン2008沼津　＠ホームリーグ優勝
- 1992年　　日本機械学会ロボティクスメカトロニクス部門講演会ベストポスター賞